# Та сторона, где ветер
«Та сторона, где ветер» — повесть Владислава Крапивина. Состоит из двух частей, которые первоначально были изданы отдельно. Первая часть, «Та сторона, где ветер», была напечатана в журнале «Пионер» в 1965 году, вторая часть, «Люди с фрегата „Африка“», вышла там же в 1967 году. Обе части были объединены в книжном издании 1968 года (издательство «Детская литература») под названием «Та сторона, где ветер» и впоследствии издавались вместе.
Повесть написана в жанре реализма с элементами романтики. Действие происходит в середине 1960-х годов в городе, который стоит на берегу большой реки. Дети запускают с крыш воздушных змеев — «конверты», с их помощью мальчишки переговариваются между собой. Автор описывает повседневную жизнь нескольких детей, живущих в неполных семьях, их заботы и увлечения, тревоги и мечты. В повести затронуты темы детской незащищённости, взросления, мужества и самопожертвования. В произведении освещается проблема социальной адаптации ребёнка-инвалида и его возвращения к полноценной жизни, что нечасто встречалось в советской детской литературе.
Журнальная публикация повести принесла Крапивину известность в СССР. По оценке литературоведа И. Сергиенко, в первой части повести впервые в классической форме возникает образ героя-протагониста, впоследствии получивший название «крапивинские мальчики». Повесть неоднократно переиздавалась и печаталась за рубежом, а в 1978 году была экранизирована.

## Сюжет
Действие происходит в середине 1960-х годов в городе, который стоит на берегу большой реки.

### Первая часть
Август, дуют сильные северо-западные ветры. Генка, примерно двенадцати лет, пытается наверстать английский, чтобы не остаться на второй год. Он получает от отца затрещину и обещание, что с него «спустят шкуру», если он не перейдёт в шестой класс. Генка не верит в успех, считая себя неудачником, и начинает прогуливать уроки по английскому. Подросток живёт с мамой и бабушкой. Его отец, инженер, постоянно в разъездах, работает в тайге, а в отпуске целыми днями лежит на диване, читая генкины книжки про шпионов. Генка, Яшка, Шурик и маленький Илька делают и запускают с крыш воздушных змеев — «конверты», с их помощью мальчишки переговариваются между собой. Видя неизвестного белого змея, который летит очень высоко, ребята сбивают его специальной «катапультой». Выясняется, что змея запустил слепой мальчик, четвероклассник Владик, который переехал с отцом из Воронежа. Эта встреча потрясает Генку, он в первый раз в жизни извиняется и пытается понять, каково быть слепым. Владик слушает радио в наушниках, по ночам гоняет на велосипеде и играет на аккордеоне. Благодаря отцу, Ивану Сергеевичу, который заботится о сыне, он научился читать с помощью спичек.

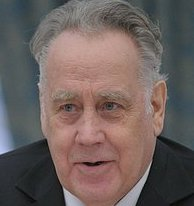
Владислав Крапивин

Ребята начинают дружить, Владик учит Генку правильно запускать змея и говорит, что хочет стать метеорологом; Генка не сомневается, что у него всё получится. Отец Владика тоже инженер, он рассказывает Генке, что Владик ослеп в результате несчастного случая (ударился затылком о бревно), после чего от них ушла мать. Владик показывает другу чердак, который они обустроили вместе с отцом: с различными приборами, будильником без стекла и барометром-анероидом. Генка с раннего детства боится гроз и молний и замечает, что на крыше у друга нет громоотвода. Во время страшной грозы Генка спасает Владика от оголённого провода, сорванного ветром; он выносит слепого друга на руках с крыши. Иван Сергеевич говорит, что Владик ждёт удара молнии рядом с собой, надеясь таким образом излечиться от слепоты. Есть вариант операции у врача в Одессе, но отец настроен скептически и боится, что сына неудача сломает. Генка начинает сомневаться, нужен ли он Владику и перестаёт с ним общаться. Вскоре отец и сын решаются на операцию и уезжают. Генка не хочет прощаться, что вызывает непонимание Яшки, а вместо того упорно принимается за английский, так как больше не хочет становиться лётчиком или космонавтом, а планирует стать врачом, чтобы вылечить Владика.

### Вторая часть
Март, половодье. Яшка увлекается марками с изображениями животных, в школе он получает тройку с минусом по арифметике. На высоком склоне над рекой Яшка замечает двух малышей, которые могут упасть с обрыва. Он вытягивает их с помощью сумки с ремнем, но снег сползает и сам Яшка срывается вниз; его так и не нашли, по выводу следствия, он погиб по легкомыслию.
Жара в конце мая. Поклонник илькиной мамы, Тамары Васильевны (отец Ильки умер), дядя Володя, приносит ей подстреленного розового фламинго, случайно залетевшего откуда-то с юга; по мнению Ильки, дядя Володя принёс птицу, чтобы похвастаться, хотя сказал, что только что её подстрелил. Дядя ему не нравится. Во время болезни Илька получает от Шурика долгожданную карту мира и начинает мечтать о путешествиях. После успешной операции Владик возвращается из Одессы, он теперь видит одним глазом. Генка и Владик встречают малышей и, увидев сумку Яшкиной мамы, узнают, что случилось с другом, который, как выяснилось, писал стихи. Иван Сергеевич сообщает сыну, что мама хочет приехать, Владик против. Илька и Владик решают нанести краской имя и фамилию друга на плоский гранитный выступ (где Яшка погиб), что Илька и делает с риском для жизни.
Ребята загораются идеей построить лодку; Иван Сергеевич покупает старую лодку у знакомого, её чистят, заделывают щели и красят в жёлто-красные цвета. Отец Генки покупает парус. Ребята хотят назвать лодку в честь Яшки, но по предложению Ильки называют её «Африкой». Генка привязывается к Владику, но начинает думать, что тому лучше с Илькой; он чувствует себя одиноким. Илька говорит дяде Володе больше не приходить. Ребята вместе с Иваном Сергеевичем отправляются в плавание и ставят палатку на берегу. Генка конфликтует с Илькой. Владик повреждает ногу, как потом выясняется, это был вывих. Иван Сергеевич несёт Владика в больницу, Илька остаётся, ему сложно идти через заросли и овраги. Малыша одолевает страх, ему мерещатся враги в лесу, и он гасит костёр. В темноте ему кажется, будто он слышит звук приближающегося парохода (на мелководной реке), который может сесть на мель, поэтому он поджигает лодку, превращая её в «маяк». Генка возвращается и придумывает для промокшего Ильки историю о проходившем мимо танкере; он убеждает остальных в необходимости этой версии. Владик и Генка решают, что Ильке нельзя говорить правду, пока он не вырастет. Владик говорит, что не поедет в Одессу и что Тамара Васильевна и Иван Сергеевич теперь будут жить вместе, а Илька станет его братом.

## Создание и публикации
Первая часть была написана в 1964 году. Работа началась в мае того года и заняла менее шести месяцев; Крапивин сдал текст в журнал «Пионер» в октябре, а в январе 1965 года издание начало печатать повесть под названием «Та сторона, где ветер» (№ 1—2). Повесть вошла в сборник «Звёзды под дождем», вышедший в сентябре того же года (издательство «Детская литература»). Крапивин вспоминал, что несколько раз безрезультатно обращался в московские издательства, а затем попытался попытался «вторгнуться» в престижную «Детскую литературу». Случайно познакомившись в издательстве с редактором Л. Баруздиной, он получил положительный ответ на следующий день. В книжном издании название было изменено на «Август — месяц ветров», а впоследствии при переизданиях первая часть также называлась «Август». Вторая часть, «Люди с фрегата „Африка“» была написана в 1966 году и напечатана в «Пионере» в 1967 году (№ 4—7). Обе части были объединены в книгу под названием «Та сторона, где ветер», вышедшую в «Детской литературе» годом позже. С 1968 года две части стали издаваться вместе. Произведение неоднократно переиздавалось. Издательство «Прогресс» выпустило персидский, английский и испанский переводы, повесть издавалась и за рубежом: в Болгарии, Польше, Чехословакии, ГДР, ФРГ и Японии.
По оценке Н. Соломко, журнальная публикация повести принесла Крапивину всесоюзную известность. По воспоминаниям писателя, после публикации он получил множество писем: читатели протестовали против гибели Яшки и иногда требовали «переписать книгу и изменить сюжет», поскольку смерть героя выглядела «нелогично и несправедливо». В 2012 году, отвечая на вопрос читателя на сайте «Сокровища Папча» (раздел «Острова Командора»), Крапивин утверждал, что в шестидесятые годы его повесть «ругали…за всякие трагедии»: оставление матерью слепого сына, смерть Яшки, сожжение лодки. В 2014 году, комментируя гибель Яшки на встрече с читателями в «Белинке» (Екатеринбург), писатель заявил, что повесть «написана в 1964 году. Сколько можно ругать то уже?».

## Анализ и оценки

### В советской критике
Литературный критик А. Петухова в обзоре журнала «Пионер» за 1965 год посчитала сюжет повести достаточно тривиальным, отметив растущее мастерство дебютанта журнала и отдав предпочтение другой публикации (рассказ «Звёзды пахнут полынью»). Критик Л. Белая в 1966 году расценила повесть как «мужественную и человечную» историю о «борьбе… Владика за своё место в жизни», о верности друга (Генка) и о «трудной, далёкой», но важной мечте. Критик, сопоставив произведение с другой повестью Крапивина «Звёзды под дождём», усмотрела сходство в романтических мотивах и обратила внимание на конфликт между двумя мирами — детей и взрослых (Генка не прощает отцу оплеуху и угрозу «спустить шкуру»). Эта тема присутствует на заднем плане и связана с детской беззащитностью, которая в свою очередь обусловлена зависимостью ребёнка от взрослых. Литературный критик Н. Кузин в 1971 году и позднее отмечал единение мечты с поступками героев, которые постоянно находятся в поиске и нацелены на открытия. По мнению критика, перед лицом трудностей жизни герои ведут себя по-настоящему благородно. Так, Владик борется (и добивается своего) за полноценную жизнь в обществе и преодолевает своё несчастье, он «любознательный» и «жадно влюблённый в жизнь». По мнению критика, Генку отличает «настоящая человечность»: ради друга он решает стать врачом и справиться с английским. «Неугомонный, отчаянно смелый» Яшка не реализует свою мечту об Африке из-за трагической гибели, но совершает бессмертный «одухотворенный…подвиг». Писательница и литературный критик В. Смирнова в 1972 году отметила новизну и неожиданность для детской литературы темы дружбы обычного мальчишки с мальчиком-инвалидом. Критик считала повесть трогательной и местами романтической, «наполненной глубокой нежностью к детям»; с точки зрения художественных приёмов повесть является реалистической, а также «лаконичной и сдержанной» в той степени, в какой имеет место описание человеческих несчастий. Смирнова полагала, что поведение ребят при знакомстве — потрясение Генки, его возмущение и ярость, секундная растерянность Владика и т. д. — показано «точно, правдиво», их действия «полны глубокого смысла». Потрясение Генки настолько сильное, что он «хрипло и неумело» извиняется, чего никогда в жизни не делал; в то же время Владик не робеет, ведёт себя непринужденно, он совершенно спокоен. Комментируя их дружбу, Смирнова отмечала, что «сильный, здоровый, грубоватый» Генка, с одной стороны, удивляется упорству и смелости Владика (несмотря на его внешнюю хрупкость), не жалеет друга и даже ставит его выше себя; с другой стороны, Генка хочет заботиться о Владике, помочь ему, испытывает чувство «скрытой нежности».
Литературоведы И. Лупанова и О. Файн в 1972 году причисляли Генку к героям-озорникам, Яшку — к мечтателям-неудачникам, а Шурика характеризовали как «воспитанного, вежливого, рассудительного». Исследователи посчитали, что при наличии подвигов (Генки и Яшки), которые совершаются буднично, автор в большей степени подчёркивал борьбу товарищей за восстановление доброго имени погибшего друга. Лупанова и Файн, анализируя тему нравственного роста героя, обнаружили в повести ряд «интересных характеров», среди которых Владик изначально представлен как явно героический. По их мнению, «беспечный и драчливый» Генка более интересен, чем Владик, который «ясен с самого начала»: на протяжении повести выясняется, что «непутёвый» Генка, которого его отец называет не человеком, а «так просто», достоин быть человеком и совершает два героических поступка. В начале показано, как Генка смирился с мыслью, что останется на второй год; ему просто не хочется посещать занятия во время летних каникул — он предпочитает бросить английский и прогуливать уроки; отец в разговоре характеризует сына не как человека, а как «так просто». Изменение в характере героя связывается с появлением понимающих его людей, которыми становятся Владик и его отец. Генка спасает Владика и ради него яростно штудирует учебник «проклятого „инглиша“». Лупанова и Файн полагали, что этот момент сознательно связывается автором с борьбой: согласно рассуждениям Генки, он не сможет чувствовать себя равным Владику (который боролся со слепотой), пока не победит в своей «драке» за надежду для друга. Исследователи отметили, что совершённого подвига Генке недостаточно (и подвиг тем более не ставит его выше Владика): нужно преодолеть себя, победить «свою лень, беспечность, бездумное озорство».
А. Петухова в 1974 году предположила, что устранение из повести родителей, которые либо в разъездах, либо их вообще нет, сделано автором осознанно (поскольку менее объяснимо, чем в «Тени Каравеллы», действие которой происходит во время войны): возможно, взрослые «писателю не очень интересны и не очень нужны». По мнению Петуховой, такой подход приводит к тому, что место взрослых занимают подростки, как Генка, который оказывается «овзрослённым, неестественным». Так, Генка обращает внимание на то, что в доме Владика нет громоотвода; его рассуждения о том, почему Владик ему всё рассказывает, выглядят взрослыми и несвойственными подростку; после сожжения лодки Генка действует спокойно, как мудрый, взрослый человек. Он демонстрирует «деликатность, тактичность» в общении с Илькой, а затем «терпеливо и настойчиво» обсуждает выдуманное им оправдание для Ильки; в этом разговоре, по оценке Петуховой, его тон практически командирский даже в отношении Ивана Сергеевича. Наконец, в изучении английского (ради излечения Владика) Генка чрезмерно «упорен и железно последователен», что совершенно нехарактерно для ребёнка. Петухова положительно оценила образ «стремительного, непоседливого и жизнедеятельного» Ильки, отметила достоверные эпизоды с его участием и раскрытие духовного мира малыша.
Журналист С. Цымбаленко в рецензии на издание повести в составе сборника «Лётчик для Особых Поручений» (1975) отметил темы «доброты, товарищества, человечности»; эти три качества невозможны без чувства собственного достоинства, позволяющего с точки зрения Крапивина вести активную жизнь, бороться за справедливость. Так, Генка ощущает ответственность и долг перед слепым другом, которому помочь излечиться может только он, его товарищ; в спорах с отцом Генка отстаивает своё достоинство. По словам Цымбаленко, из товарищества формируются «человечность, внимание ко всем людям» (история с лодкой «Африка», которая стала маяком). Литературовед Е. Зубарева в 1980 году, рассматривая символику в творчестве Крапивина, отметила, что в названии «Та сторона, где ветер» присутствовали слова, которые впоследствии фигурировали в ключевом эпизоде повести «Тень Каравеллы»: герою Владьке кажется, что он слышит песню в трубных звуках при исполнении Пятой симфонии Чайковского. В описании совместной работы над лодкой Зубарева усматривала раскрытие автором важного принципа эстетики — «целесообразности творческого труда»; этот закон выражен в форме, которая понятна читателю-ребёнку и соответствует «творческой силе» его эстетического восприятия. Как отмечала Зубарева, совместный труд способствовал уважению ребят (Генки, Ильки и Владика) друг к другу и положительно повлиял на их дружбу. Литературовед рассматривала эту «общность в труде», без которой невозможно активное вовлечение в жизнь, в контексте некоторого сближения мира детства и мира взрослых у Крапивина.

### Зарубежные рецензии
Польский литературный критик Г. Скробишевска в рецензии на первую часть в 1968 году отметила, что в бесшабашном Генке неожиданно обнаруживаются нежность и желание заботиться (чего он стыдится, безуспешно пытаясь скрыть свои чувства от друзей), он начинает надеяться на выздоровление друга; начальный конфликт, связанный с воздушными змеями, превращается в дружбу. Критик посчитала действие не слишком динамичным, авторскую идею на первый взгляд примитивной, а общую схему — простой и тривиальной. Тем не менее, по оценке критика, психологические изменения Генки и Владика, включая их «казалось бы неважные переживания» в ряде ситуаций, описаны превосходно. Скробишевска заключила, что повесть может быть интересна как детям, так и взрослым.
Польский писатель Е. Немчук в рецензии на вторую часть в 1972 году высказал мнение, что повесть выделяется на фоне современной литературы для юношества; автор сумел уйти от упрощённого дидактизма и банального морализаторства и написал «художественно зрелую, умную книгу» с оригинальным подходом к нравственным вопросам. Немчук отметил, что в повествовании преобладают точки зрения персонажей, а не автора, который всерьёз относится к проблемам своих героев. Критик полагал, что Крапивин поместил подвиг Яшки в контекст повседневной жизни, лишив его пафоса; героический поступок вписан в обычный день из жизни мальчика и следует из того, что Яшка преодолевает страх и нерешительность. По мнению Немчука, гибель Яшки, которая становится очевидной лишь в конце повести (поскольку обстоятельства его смерти описываются от первого лица), композиционно соединяется с финальным эпизодом, когда Илька поджигает лодку; обе ситуации затрагивают «проблему мужества и самопожертвования», но, по словам критика, не дают решений в русле морализма, а показаны «сложно и неоднозначно». Как полагал Немчук, вопрос, существовала ли опасность или она возникла в воображении мальчика из-за того, что он провёл несколько часов в темноте в лесу, остался открытым, как и вопрос о том, имели ли смысл его действия. Поступок же Генки, который выдумывает историю о танкере ради Ильки, по оценке критика, свидетельствует о его жизненной зрелости. Немчук заключал, что писателю удалось создать сложные «психологические портреты, далёкие от литературных клише»; образы героев формируются из совокупности поступков, составляющих личность.

### Оценки постсоветского периода
Литературоведы М. Мещерякова и Е. Посашкова в 1998 году отметили, что в образе «непокорного, свободолюбивого» воздушного змея, который не падает «вопреки всем законам природы» (змей держится в воздухе во время сильного ливня) выражены особенности авторской поэтики, совмещения дидактического и романтического пафоса. Образ слепого Владика, «маленького, бесстрашного…и беззащитного», по мнению исследователей, представляет собой попытку «оживить» романтического героя, объединить два начала: романтически-возвышенное и «трогательное», связанное с детством. По оценке литературоведа Л. Долженко, высказанной в докторской диссертации в 2001 году, в образе Владика писатель обратился к теме детей с ограниченными возможностями, что позволило расширить круг вопросов и психологических аспектов в детской литературе; это тема позднее была развита в повести «Самолёт по имени Серёжка». Автор исследует характер ребёнка-инвалида (писателя не интересуют физиологические или бытовые аспекты), который вынужденно не общается с ровесниками и вызывает «бестактный интерес», однако является, согласно позиции Крапивина, не маргиналом, а сильным человеком. Владик борется за свою частную жизнь и отвергает предложение отца отправиться в интернат для слепых, он умеет ездить на велосипеде и лучше других делает воздушных змеев. Долженко считала, что образ Ильки воплощает «обаяние детства». Исследователь В. Ляхова в 2004 году, рассматривая взрослого героя в творчестве писателя, считала отцов Владика, Шурки и Генки примерами «хороших» взрослых, которые, по её мнению, у Крапивина чаще всего именно такие, хотя не идеальные. Так, для слепого Владика его отец, с которым они «вместе всё время», — «лучший человек», он учил Владика складывать буквы из спичек и по ночам сочинял таким образом сказки. Ляхова отмечала, что отец Генки соглашается помочь деньгами на парус для лодки (получив «интересную работу», он некоторое время был «добрый и весёлый»), а Шурику дома, по его словам, «вообще не влетает никогда».
В предисловии к изданию 2010 года для школьников писательница Н. Соломко посчитала повесть в некотором смысле исторической, поскольку описанного в ней мира больше нет: мальчишки того времени «давно выросли и даже успели состариться»; это была эпоха редких чёрно-белых телевизоров и гудящих пароходов, без компьютеров, мобильных телефонов и заграничных игрушек; тогда ценилось ремесло, умение что-то смастерить. Так, воздушные змеи не покупались в магазине, а изготавливались своими руками. Тем не менее, по мнению Соломко, «чудо книги» состоит в её вневременности, при чтении «всё происходит здесь и сейчас». Исследователь Т. Гареева в статье 2018 года посчитала проблематику повести сложной и характеризовала произведение как увлекательное. Гареева выделила несколько тем, одной из которых является противоположность двух главных героев: Генка — «двоечник и грубиян», у него сложный характер, он достаточно конфликтный, но обладает лидерскими качествами. Владик лишён друзей, но у него «упорный, несгибаемый характер». Исследователь отметила тему превращения хулигана (Яшка) в героя-спасителя и проблему неполных семей: изображение как детей, оказавшихся в схожей ситуации и потому ориентированных на взаимопомощь, так и жизненных трудностей их родителей («непонимание и разобщённость» в семье Генки, «постоянная напряжённость» Ивана Сергеевича, «переживание беды» после смерти Яшки). По мнению Гареевой, писатель отстаивает значимость родительской любви и необходимость понимания детей. Исследователь также отметила две темы: социальную адаптацию ребёнка-инвалида и его последующее возвращение к полноценной жизни. Настойчивому Владику приходится практически всё осваивать с чистого листа, ему сложно в новых жизненных обстоятельствах.
Писательница и литературовед М. Кучерская в 2020 году в отклике на смерть Крапивина отметила, что затронутая в повести тема «других — слепых, больных» нечасто встречалась в советской детской литературе. Журналист А. Богданова в рецензии в 2020 году характеризовала повесть как книгу «о воздушных змеях, мальчишеской дружбе, об отваге и мечтах». Взгляды Генки на жизнь изменяются после знакомства с мальчиком-инвалидом: проблемы с английским и конфликты в семье, которые ранее казались важнейшими, уходят на второй план по сравнению с судьбой Владика. Среди недостатков критик отметила противоречие в характере Ильки, который, с одной стороны, показан «смелым и дерзким», а с другой стороны, беспричинно боится ночного леса. По её мнению, погибшему Яшке не было уделено достаточно внимания. По мнению литературоведа И. Сергиенко, в первой части повести впервые в классической форме возникает образ героя-протагониста, впоследствии получивший название «крапивинские мальчики» (образы Генки, Владика, Ильки и Яшки). Сергиенко, комментируя типичное для писателя обращение к повествовательному многоголосию, отмечала, что первая часть начинается с голоса рассказчика, близкого к точке зрения Владика, а затем ракурс смещается к Генке. Аналогично вторая часть представляет происходящее с точки зрения Яшки (Крапивин также ведёт часть описаний от лица автора), а после его смерти события описываются с позиции Ильки, Генки и Владика. Биограф писателя А. Щупов полагал, что, хотя повесть не является сказкой, мотивы наслаждения высотой, «трепета и силы ветра» сближают произведение с написанным позднее циклом «Летящие сказки».

### Психолингвистический анализ текста
Кандидат филологических наук Т. Галкина проанализировала повесть с точки зрения психолингвистики. Галкина исследовала, как предметы и явления окружающей действительности (природа, город, улицы, дома и т. д.) репрезентируются в тексте с помощью её полимодальных образов (включающих разнообразные модальности восприятия). Для создания образов используются различные средства художественной выразительности. Исследователь отметила постоянное наличие в образах зрительной, аудиальной и осязательной модальностей, и иногда — обонятельной и вкусовой. По мнению Галкиной, чувственная составляющая образов также связана с сюжетом повести, слепотой Владика и его последующим выздоровлением: в восприятии героя аудиальная, тактильная и обонятельная модальности впоследствии дополняются маркерами зрительной модальности (автор использует множество соответствующих глагольных и именных предикатов), эти образы положительно воздействуют на эмоции героя. Галкина заключала, что полимодальные образы, отражающие восприятие автором действительности, воплощают его замысел и раскрывают «идею многообразия окружающего мира и детского любопытства и непосредственности в его познании», создают яркую и правдоподобную «атмосферу детства».
Галкина проанализировала лексические и грамматические средства, использованные для создания полимодальных образов и выделила четыре группы. Первую группу составляют различные предикаты, чаще всего глаголы, которые описывают действие объекта в отношении субъекта, а также дескриптивные глаголы, которые описывают качества объекта, и глаголы, характеризующие действие субъекта по отношению к объекту (чаще всего — когнитивные). Вторая группа включает различные именные лексемы с множеством синонимов, «индивидуально-авторских переносов». Третью группу составляют метафоры и сравнения, например, метафорический перенос на основе чувственных ассоциаций или сравнение внутренних чувств и переживаний с объектами реального мира. Четвёртая группа включает детальное описание предметов, «пейзажей, портретов, интерьеров» с помощью имен и глаголов. Галкина пришла к выводу, что лексические и грамматические приемы играют «значительную роль…в формировании смыслового пространства текста» и служат авторскому замыслу.

## Адаптации
В 1965 году, сразу после публикации первой части, учащиеся московской школы-интерната № 58 поставили спектакль по повести (руководитель С. И. Аромштам).
Повесть была экранизирована режиссёром В. Кеворковым (по заказу Главной редакции программ для детей и юношества Центрального телевидения). Съёмки двухсерийного телефильма проходили летом 1978 года в Подмосковье, близ Солнечногорска, недалеко от озера Сенеж. Крапивин стал автором сценария. Фильм был показан по советскому телевидению в 1979 году и неоднократно демонстрировался до середины 1980-х годов.
Крапивин посчитал постановку неудачной, а основные сцены «вялыми и невыразительными», хотя отметил актёрскую игру как детей, так и взрослых. Кеворков и Крапивин в художественной форме описали обстоятельства съёмок, соответственно, в повести «Заяц Митька» и в эссе «Там, где ветер», опубликованных в 1997 и 2008 годах. Крапивин вспоминал отличные места для съёмок, но упоминал частые конфликты с операторами: по его словам, кадры «получались „фиговые“», в то время как нужно было «больше неба». По его словам, последней каплей стало решение художника обработать акварелью белое петушиное перо (для сцены с пером фламинго, которая в результате оказалась провальной с точки зрения писателя). Крапивин полагал, что Кеворков плохо контролировал работу съёмочной группы. Кеворков прокомментировал воспоминания Крапивина: он соглашался с критикой организации съёмок, но отмечал, что ему с самого начала не нравился авторский сценарий, который шёл «накатом по книге» и в котором длинные песни затрудняли создание телевизионного изображения. Кеворков писал, что между писателем и съёмочной группой возник конфликт; режиссёр считал, что, вопреки мнению Крапивина, «кадры были отличные», а неба «было предостаточно», оно было «шикарное… фактурное». По мнению Кеворкова, писатель со своей «увлечённостью энтузиаста» не слишком разбирался в съёмочном процессе.
В октябре 2021 года в Новосибирском молодёжном театре «Глобус» состоялась премьера спектакля «Мальчики», поставленного по мотивам повести. Режиссёр А. Терёхин также написал музыку и стал автором литературной композиции. Театральный критик Н. Пархомовская положительно оценила спектакль и охарактеризовала его как «нежный, даже чувственный, остроумный и ироничный, местами откровенно смешной, а местами щемяще грустный». Критик посчитала удачной инсценировку в целом, отметила музыку, которая задаёт тональность, темп происходящего и определяет эмоциональную составляющую спектакля, а также работу актёров; по её мнению, в постановке всё «сбалансировано». В 2021—2023 годах спектакль участвовал в нескольких фестивалях в разных городах, его гастроли прошли в Ульяновске, Самаре и Норильске.

## Издания

### Журнальные публикации
- Крапивин В. Та сторона, где ветер // Пионер. — М. : Правда, 1965. — № 1. — Главы 1—4. Рис. Ю. Коровина.
- Крапивин В. Та сторона, где ветер // Пионер. — М. : Правда, 1965. — № 2. — С. 40—60. — Главы 5—12. Рис. Ю. Коровина. — 594 500 экз.
- Крапивин В. Люди с фрегата «Африка» // Пионер. — М. : Правда, 1967. — № 4. — С. 4—22. — Главы 1—2. Рис. Е. Медведева. — 849 000 экз.
- Крапивин В. Люди с фрегата «Африка» // Пионер. — М. : Правда, 1967. — № 5. — С. 12—24. — Главы 3—5. Рис. Е. Медведева. — 855 700 экз.
- Крапивин В. Люди с фрегата «Африка» // Пионер. — М. : Правда, 1967. — № 6. — С. 8—21. — Главы 6—8. Рис. Е. Медведева. — 860 200 экз.
- Крапивин В. Люди с фрегата «Африка» // Пионер. — М. : Правда, 1967. — № 7. — С. 37—56. — Главы 9—14. Рис. Е. Медведева. — 796 000 экз.

### Книжные издания
- Крапивин В. Та сторона, где ветер // Звёзды под дождём. — М. : Детская литература, 1965. — С. 5—127. — Первая часть. илл. В. Петровой и Л. Петрова. — 100 000 экз.
- Крапивин В. Та сторона, где ветер // Звёзды под дождём. — Петрозаводск : Карельское книжное издательство, 1968. — С. 4—177. — Первая часть. илл. В. Петровой и Л. Петрова. — 120 000 экз.
- Крапивин В. Та сторона, где ветер. — М. : Детская литература, 1968. — 272 с. — Илл. В. Петровой и Л. Петрова. — 100 000 экз.
- Крапивин В. Та сторона, где ветер // Лётчик для особых поручений. — Свердловск : Средне-Уральское кн. изд-во, 1975. — С. 5—270. — Илл. Е. Стерлиговой. — 50 000 экз.
- Крапивин В. Та сторона, где ветер. — М. : Детская литература, 1985. — 286 с. — (Библиотечная серия). — Илл. В. Петровой и Л. Петрова. — 150 000 экз.
- Крапивин В. Та сторона, где ветер. — Киев : Веселка, 1986. — 272 с. — Илл. И. Козиной, В. Петровой и Л. Петрова. — 200 000 экз.
- Крапивин В. Та сторона, где ветер // Мушкетер и фея. — Н. Новгород : Нижкнига, 1994. — С. 117—338. — (Владислав Крапивин). — Илл. С. Радаевой. — 50 000 экз. — ISBN 5-87645-008-1.
- Крапивин В. Та сторона, где ветер // Собрание сочинений. Книга 24. Та сторона, где ветер. — М. : Центрполиграф, 2001. — С. 141—394. — (Владислав Крапивин. Собрание сочинений в 30 томах). — Илл. В. Крапивина. — 10 000 экз. — ISBN 5-227-01234-2.
- Крапивин В. Та сторона, где ветер. — М. : АСТ, 2005. — 352 с. — (Любимое чтение). — Худ. Е. Медведев. — 5000 экз. — ISBN 5-17-030277-0.
- Крапивин В. Та сторона, где ветер // Тень Каравеллы. — М. : Эксмо, 2006. — С. 5—256. — (Владислав Крапивин). — 5000 + 3000 экз. — ISBN 5-699-16480-4.
- Крапивин В. Та сторона, где ветер // Та сторона, где ветер. — М. : Эксмо, 2008. — С. 5—242. — (Библиотека Командора). — 4000 экз. — ISBN 978-5-699-28671-3.
- Крапивин В. Та сторона, где ветер / предисл. Н. Соломко. худ. Е. Медведев. — М. : Детская литература, 2010. — 378 с. — (Школьная библиотека). — 5000+26 000 экз. — ISBN 978-5-08-004512-7.
- Крапивин В. Та сторона, где ветер. — М. : Издательский Дом Мещерякова, 2015. — 304 с. — (БИСС. Крапивин). — Илл. Е. Медведева. — 5000+2000 экз. — ISBN 978-5-91045-740-3.
- Крапивин В. Та сторона, где ветер / илл. О. Пустовойт. — М. : Омега, 2019. — 304 с. — (Школьникам. Проверено временем). — 3000 экз. — ISBN 978-5-465-03685-6.
- Крапивин В. Та сторона, где ветер // Владислав Крапивин. Малое собрание сочинений. — СПб.,М. : Азбука, Азбука-Аттикус, 2019. — С. 5—240. — (Малое собрание сочинение). — 4000 экз. — ISBN 978-5-389-16038-5.
- Крапивин В. Та сторона, где ветер // Та сторона, где ветер. — СПб.,М. : Азбука, Азбука-Аттикус, 2019. — С. 5—278. — (Азбука-бестселлер. Русская проза). — Илл. на обл. В. Бондаря. — 3000 экз. — ISBN 978-5-389-16485-7.
- Крапивин В. Та сторона, где ветер // Колыбельная для брата. — СПб : Азбука, Азбука-Аттикус, 2019. — С. 69—260. — (Русская литература. Большие книги). — Илл. Е. Медведева. Сост. А. Жикаринцев. — 4000 экз. — ISBN 978-5-389-17181-7.
- Крапивин В. Та сторона, где ветер. — М. : Лабиринт Пресс, 2022. — 304 с. — (Иллюстрированная библиотека фантастики и приключений). — Илл. Е. Медведева. — ISBN 978-5-9287-3410-7.

### Издания на иностранных языках
- Крапивин В. Та сторона, где ветер :  [перс.]. — М. : Прогресс, 1974. — 270 с. — Пер. С. Гамаюн, худ. В. Корольков. — 10 000 экз.
- Krapivin V. August, the Month of Winds :  [англ.]. — Мoscow : Progress Publishers, 1975. — 270 p. — Пер. Р.  Бобровой, илл. В. Королькова. Доп. тираж 1977 года. — 10 000+10 500 экз.
- Krapivin V. De cara al viento :  [исп.]. — Moscú : Progreso, 1978. — 272 p. — Trad. por M.A. Kumarián.

### Зарубежные издания
- Крапивин В. По посока на вятъра :  [болг.] // Звезди под дъжда: Две повести. — София : Народна Младеж, 1967. — 176 с. — Первая часть. Прев. от рус. Г. Балючева, худ. М. Йовчева. — 13 100 экз.
- Krapiwin W. Skąd wieje wiatr :  [польск.]. — Warszawa : Nasza Księgarnia, 1968. — 158 с. — Первая часть. Tłum. z ros. H. Ożogowska. Ilustr. J. Karolak. — 20 277 экз.
- Krapiwin W. Mit dem Gesicht zum Wind :  [нем.]. — Berlin : Kinderbuchverlag, 1971. — 224 с. — Первая часть. Пер. L. Remane, худ. K. H. Аppelmann.
- Krapiwin W. Ludzie z fregaty «Afryka» :  [польск.]. — Warszawa : Nasza Księgarnia, 1971. — 174 с. — Вторая часть. Tłum. z ros. H. Ożogowska. Ilustr. М. Kwacz. — 20 277 экз.
- Krapiwin W. Skąd wieje wiatr :  [польск.]. — Warszawa : Nasza Księgarnia, 1972. — 360 с. — Tłum. z ros. H. Ożogowska. Ilustr. J. Karolak. — 18 700 экз.
- Krapiwin W. Kondor und Fregatte :  [нем.]. — Berlin : Kinderbuchverlag, 1974. — 336 с. — Пер. L. Remane, худ. E. Klein. 2-е изд.: 1980.
- Krapiwin W. Steig Drachen steig :  [нем.]. — Würzburg : Arena, 1975. — 148 с. — Пер. K. Alexander, L. Remane, худ. Г. Ленц.
- Krapivin V. Tvárou proti vetru :  [словацк.]. — Bratislava : Mladé letá, 1979. — 252 с. — Пер. Е. Микзботова, E. Krupova. — 5500 экз. — ISBN 66-022-79.
- Крапивин В. Та сторона, где ветер :  [яп.] // Та сторона, где ветер. Звёзды под дождём. — Токио : Ринонся, 1984年. — 238 с. — (Избранные произведения для подростков). — Пер. Ацуко Охаси, худ. В. и Л. Петровы.
- Krapiwin W. Skąd wieje wiatr. Ludzie z fregaty «Afryka» :  [польск.]. — Warszawa : Nasza Księgarnia, 1988. — Tłum. z ros. H. Ożogowska. Ilustr. М. Kwacz. — 30 000 экз.